# Pelargonium praemorsum
Pelargonium praemorsum är en näveväxtart. Pelargonium praemorsum ingår i släktet pelargoner, och familjen näveväxter.

## Underarter
Arten delas in i följande underarter:
- P. p. praemorsum
- P. p. speciosum